# Potonico
Potonico es un distrito del municipio de Chalatenango Sur del departamento de Chalatenango, El Salvador. Según el censo oficial de 2024, tiene una población de 1 766 habitantes.
| Censo | Población | Cambio | Porcentaje |
| ----- | --------- | ------ | ---------- |
| 2007  | 1 586     | N/D    | N/D        |
| 2024  | 1 766     | 180    | 11.3%      |

## Historia
Potonico fue pueblo precolombino lenca de gran densidad poblacional en el área actual de Chalatenango. Se cree que sus pobladores lucharon junto al cacique Lempira en 1537. La localidad se extinguió por causas desconocidas, y hasta el año 1829 sería erigido un pueblo. Después de formar parte del departamento de San Salvador, pasó a Cuscatlán (1835) y por último a Chalatenango (1855). Para 1890 tenía 1.270 habitantes.

## Información general
El distrito cubre un área de 37,73 km² y la cabecera tiene una altitud de 260 m s. n. m. El topónimo Potonico proviene del Lenca y significa "La piedra del idioma". Las fiestas patronales se celebran en el mes de febrero en honor a la Inmaculada Concepción.

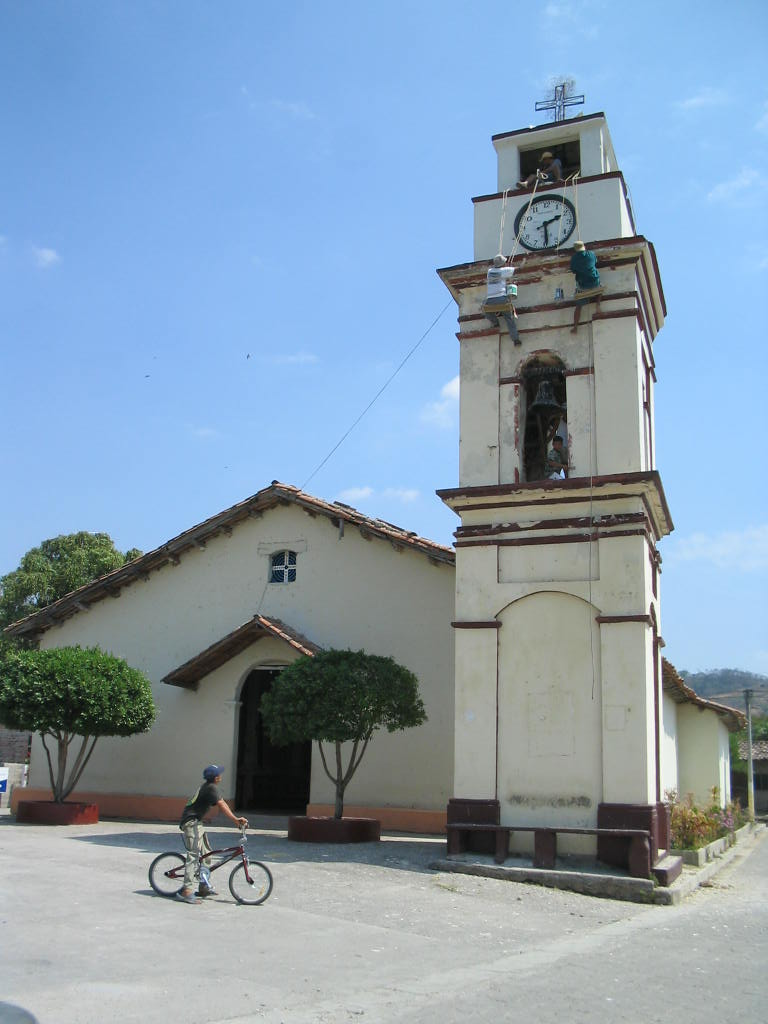
Iglesia de la Parroquia Inmaculada Concepción construida en 1884.